# Кликовый граф
Кликовый граф неориентированного графа G — это другой граф K(G), который представляет структуру клик графа G.
Кликовые графы обсуждались по меньшей мере с 1968 года, а описание кликовых графов было дано в 1971 году.

## Определение
Клика графа G — это множество X вершин графа G, обладающих свойством, что любая пара различных вершин X соединена ребром в G.
Максимальная клика графа G — это клика X вершин графа G, такая, что нет клики Y вершин графа G, которая содержит все вершины X плюс по меньшей мере ещё одну вершину.
Если задан граф G, его кликовый граф K(G) — это граф, такой, что
- каждая вершина графа K(G) представляет максимальную клику графа G
- две вершины графа K(G) соединены ребром (смежны), если соответствующие клики имеют хотя бы одну общую вершину.

### Замечания
- Кликовый граф K(G) можно также определить как граф пересечений максимальных клик графа G[3].

## Свойства
Граф H является кликовым графом K(G) другого графа тогда и только тогда, когда существует набор C клик в H, набор которых покрывает все рёбра графа H, так что C образует семейство Хелли. Это означает, что если S является подмножеством набора C со свойством, что любые два элемента S имеют непустое пересечение, то S само должно иметь непустое пересечение. Однако клики в наборе C не обязательно должны быть максимальными кликами.
Если H =K(G), может быть построено семейство C этого типа, в котором каждая клика в C соответствует вершине v в G и состоит из клик графа G, содержащих v. Эти клики все имеют v в своём пересечении, так что они образуют клику в H. Семейство C, построенное таким образом, имеет свойство Хелли, поскольку любое подсемейство C с непустым попарным пересечением должно соответствовать клике в G, которая может быть расширена до максимальной клики, которая принадлежит пересечению подсемейства.
В обратную сторону, если H имеет семейство Хелли C клик, покрывающее все рёбра графа H, то это кликовый граф K(G) для графа G, вершинами которого служит дизъюнктное объединение вершин графа H и элементов C. Этот граф G имеет ребро для каждой пары клик в C с непустым пересечением и для каждой пары вершин графа H и клики в C, содержащей её. Однако этот граф не содержит каких-либо рёбер, соединяющих пары вершин в H. Максимальные клики в этом графе G состоят из одной вершины графа H со всеми кликами из C, содержащими её, а их граф пересечений изоморфен графу H.
Однако это описание не ведёт к эффективным алгоритмам — задача распознавания, является ли заданный граф кликовым, NP-полна.